# Pittig
Pittig is een bijvoeglijk naamwoord dat betrekking heeft op een zekere smaakbeleving c.q. smaaksensatie. Pittig is breder in betekenis dan scherp en komt neer op een sterke prikkeling van de smaakpapillen. Deze sterke prikkeling kan het gevolg zijn van scherpe, gekruide of pikante voeding. Pittig is dus een overkoepelende term, voor een scala aan sterke smaakbelevingen.
In overdrachtelijke zin wordt pittig gebruikt voor die zaken die meer indruk maken dan andere, bijvoorbeeld een pittige discussie of een pittig autootje. Ook in het Westfries wordt het woord veel gebruikt om een kwaliteit aan te geven; een pittig moidje is dan (afhankelijk van de context) een schattig, leuk of aardig meisje of jonge vrouw. 